# Kanonik świecki
Kanonik świecki (łac. canonicus saecularis) – kanonik kapituły katedralnej lub kolegiackiej, który nie posiadał święceń wyższych, lecz w sensie prawno-kanonicznym był osobą duchowną (duchownym niższym), ponieważ posiadał tonsurę. 
Zwyczaj włączania do kapituły kanoników świeckich powstał w średniowieczu po ukształtowaniu się kanoników regularnych, którzy prowadzili życie zakonne.
W XI i XII w. szczególnie szlachta często korzystała z nominacji na kanonika świeckiego na fundacjach w celu zabezpieczenia ich dla swoich synów, czy też traktując ją jako odskocznię dla kariery kościelnej lub na dworze. Ponieważ kanonicy ci nie byli zobowiązani do wstrzemięźliwości, mogli obficie korzystać z przypadających im prebend. Często funkcję tę przyjmowali także profesorowie średniowiecznych uniwersytetów.
Obecnie świeckich kanoników można spotkać tylko w bazylice laterańskiej w Rzymie - są nimi każdorazowo prezydenci Francji. Nicolas Sarkozy przyjął tytuł kanonika bazyliki św. Jana na Lateranie 20 grudnia 2007 roku.
W 1972 roku papież Paweł VI zmienił prawo kanoniczne i w swoim motu proprio Ministeria Quaedam zarządził, że do stanu duchownego wprowadzają odtąd święcenia diakonatu.